# Nacho Varga (Better Call Saul)
Ignacio "Nacho" Varga es un personaje ficticio que aparece en la serie de televisión de AMC Better Call Saul, precuela derivada de Breaking Bad. Es Interpretado por Michael Mando y fue creado por Vince Gilligan y Peter Gould.
El diálogo que presenta a Saul Goodman en el episodio de Breaking Bad "Better Call Saul" menciona a Nacho y Lalo Salamanca, aunque ninguno aparece en la serie. Nacho es un miembro tranquilo e inteligente de la organización narcotraficante de los Salamanca. Se preocupa profundamente por el bienestar de su honesto y trabajador padre, Manuel. Se hace amigo del abogado Jimmy McGill después de que lo ayuda a absolverlo de los cargos de secuestro en el caso de los Kettlenman. Cuando los Salamanca buscan usar la tienda de su padre como fachada para la red de drogas, Nacho intenta matar a Héctor Salamanca, el patriarca de la familia, cambiándole la medicación. Esto es descubierto por Gus Fring, socio y rival de la familia en el cartel. Nacho se ve obligado a ser un topo para Gus dentro de la organización de los Salamanca, lo que se complica aún más cuando llega el astuto sobrino de Héctor, Lalo para supervisar las operaciones.

## Concepto y desarrollo
Michael Mando dijo que su agente de directores de casting de Better Call Saul se acercó a él para que participara en el programa. Después de enviar una cinta de audición, lo llevaron en avión a Los Ángeles para reunirse con los showrunners Vince Gilligan y Peter Gould y realizar una prueba de pantalla. Para Mando, dijo que fue "amor a primera vista" trabajar con la pareja por lo bien que brindaron orientación y comentarios, y se le notificó que obtendría el papel unas semanas más tarde. El personaje fue mencionado por primera vez en el episodio de la segunda temporada de Breaking Bad "Better Call Saul" por su nombre real Ignacio; también presenta a Saul Goodman (nombre comercial de Jimmy McGill) y menciona a "Lalo" (Lalo Salamanca).
Para prepararse para Nacho, Mando pasó tiempo viendo documentales sobre crimen y criminología para comprender las motivaciones de los delincuentes, además de ponerse al día con todo Breaking Bad, que aún no había visto en su totalidad antes. Mando consideró a Nacho como "extremadamente inteligente y paciente" y sería un personaje que crecería en el transcurso del programa. Mando dijo que los showrunners le dieron poca dirección al personaje y, en cambio, "querían ver qué le aportaría al personaje", lo que le permitió desarrollar al propio Nacho. En parte, exploró elementos de las culturas maya y azteca para incorporar al personaje. También trajo algunos de los rasgos superficiales de su personaje de Orphan Black, Vic Schmidt, a Nacho.
Mando dijo que inicialmente, Nacho iba a tener un papel más importante con Jimmy en la primera temporada, como el "Gran Malo", pero cuando Gilligan y Gould escribieron la temporada, hicieron que el personaje de Chuck McGill fuera más un antagonista de Jimmy, por lo que Nacho se colocó en un camino más lento para desarrollarse en temporadas posteriores. Mando dijo que sintió que esto ayudó a encajar en el carácter de Nacho, esperando pacientemente la oportunidad adecuada para hacer un movimiento para salir adelante. Mando consideró a Nacho como el único personaje de Better Call Saul que estaba "rompiendo el bien", como "una persona ambiciosa que cree en una moralidad fuera de la justicia" y tratando de mejorar su situación, convirtiéndolo en "heroico, romántico y trascendente". Gould quería traer a Mando de regreso para el final de la serie junto con otros actores de Better Call Saul, pero queriendo evitar una "epopeya sobrecargada", él y el equipo de redacción no pudieron incorporarlos en el final. 

## Biografía del personaje

### Better Call Saul
Antes de Better Call Saul, Nacho es uno de los lugartenientes en el narcotráfico de la familia Salamanca bajo el mando de Tuco Salamanca en Albuquerque. Cuando tiene tiempo, ayuda a su padre Manuel en un taller de tapicería; más tarde, se revela que vive en su casa con 3 "novias": Amber, Blingy y Jo.

#### Temporada 1
Mientras intentaba representar a Betsy y Craig Kettleman, una pareja acusada de malversar $1.6 millones, el abogado Jimmy McGill tiene un encuentro con Tuco, quien hace que Nacho y otros asociados lo arrastren al desierto para matarlo. Nacho cree en la declaración de Jimmy de que es abogado y convence a Tuco de que matar a un abogado resultaría en un escrutinio policial del negocio de las drogas de la familia Salamanca, por lo que Tuco deja ir a Jimmy. Más tarde, Nacho se acerca a Jimmy sobre el robo del dinero de los Kettleman, pero Jimmy se niega a darle más información. Advierte anónimamente a los Kettleman, que desaparecen de su casa. Nacho es el principal sospechoso y es arrestado. Obliga a Jimmy a ayudar a limpiar su nombre y Jimmy localiza a los Kettleman, lo que conduce a su liberación.
Más tarde, Nacho se involucra en un trato paralelo con "Pryce", quien quiere vender pastillas robadas de la compañía farmacéutica donde trabaja. Pryce trae a Mike Ehrmantraut como guardaespaldas. Cuando le faltan $20 dólares al pago de Nacho, Mike insiste en que pague el monto total. Cuando Pryce y Mike se van, Mike le explica que sabía que Nacho estaba realizando la transacción sin el conocimiento de los Salamanca y, por lo tanto, tenía un incentivo para asegurarse de que el trato se realizara sin problemas.

#### Temporada 2
Pryce usa su dinero de las drogas para comprar un llamativo Hummer. Mike se niega a participar en el próximo trato, por lo que Pryce va solo. Nacho aprovecha la oportunidad para conocer el verdadero nombre de Pryce, Daniel Wormald, y su dirección. Más tarde irrumpe en la casa de Daniel y le roba el dinero, junto con una valiosa colección de cromos de béisbol. Daniel denuncia el robo de la colección a la policía, que descubre un escondite vacío. Mike se da cuenta de que su participación se descubrirá si la policía continúa investigando, por lo que convence a Nacho para que le dé a Daniel las tarjetas y $10,000 dólares a cambio del Hummer.
Nacho queda impresionado por la franqueza y la frialdad de Mike bajo presión. A medida que Tuco se vuelve cada vez más volátil, exponiendo potencialmente a la organización y aumentando la probabilidad de que se entere de sus tratos secretos, Nacho decide eliminar a Tuco e intenta contratar a Mike para matarlo, pero Mike hace arreglos para que Tuco lo ataque en vista de policía, lo que llevó a su arresto y condena en la cárcel. Héctor Salamanca hace que Nacho ocupe el lugar de Tuco en la organización. Mike teme que Héctor descubra su papel en la eliminación de Tuco de las operaciones de la familia. Intenta llamar la atención de la policía sobre la operación de Salamanca secuestrando uno de los camiones utilizados para contrabandear drogas por la frontera con México, dejando al conductor atado y amordazado al costado de la carretera y robando los US$250,000 dólares escondidos en uno de los neumáticos. Nacho le dice a Mike que Héctor encubrió el secuestro al matar al buen samaritano que se detuvo para ayudar al conductor.

#### Temporada 3
Las acciones de Mike llevan a Héctor a buscar otras rutas para el contrabando de drogas, y considera usar la tapicería del padre de Nacho, Manuel. Nacho se opone, pero no logra cambiar la opinión de Héctor. Al rogar a su padre, Nacho revela su implicación en la organización, dejándolo decepcionado. Manuel acepta el pago inicial de Héctor después de que Nacho lo convence de que hacerlo es por su propia seguridad. En medio de un ataque de ira de Héctor tras saber que Tuco seguirá en la cárcel, Nacho se da cuenta de que sufre de angina y en venganza por haber involucrado a su padre en el negocio, decide tratar de matarlo reemplazando su nitroglicerina con un placebo de ibuprofeno con la esperanza de inducir un infarto fatal. Mike, al enterarse de su plan, le advierte a Nacho que si Héctor muere, debe tomar inmediatamente los placebos de Héctor y reemplazarlos con el medicamento real para que la causa de la muerte de Héctor no sea obvia.
Tras conseguir los medicamentos por medio de "Pryce", Nacho logra hacer el cambio, pero Héctor no muere, por lo que Nacho planea dispararle. Antes de que pueda actuar, se le notifica que asista a una reunión con Gus Fring, Juan Bolsa y Héctor. Juan le informa a Héctor que el líder del cartel, Don Eladio, ha decretado que el cartel hará que el transporte de las drogas de Héctor a través de los camiones de Gus sea un arreglo permanente. Héctor, indignado, sufre un derrame cerebral y cae al suelo inconsciente. Gus realiza primeros auxilios mientras espera una ambulancia y logra salvar la vida de Héctor, aunque permanece en coma. Nacho toma los placebos de Héctor y los reemplaza con medicamentos reales. Gus mira a Nacho con recelo.

#### Temporada 4
Juan le dice a Nacho que él y Arturo se harán cargo de la operación de la familia Salamanca mientras Héctor está hospitalizado. Gus paga la atención especializada de Héctor y, mientras revisa los registros médicos de Héctor, se da cuenta de que no hay nitroglicerina en su sistema, lo que significa que Nacho intentó matarlo. Cuando Nacho y Arturo llegan a la granja de pollos de Gus para recoger su próximo envío de cocaína, Gus de repente embosca a Arturo y lo asfixia con una bolsa de plástico. Gus le revela que está al tanto de su intento de matar a Héctor, pero no se lo ha dicho a los Salamanca, por lo que Nacho ahora está bajo su control. Nacho, Victor y Tyrus simulan un sitio de emboscada en una carretera remota, que incluye acribillar el auto de Nacho con balas, dispararle al cuerpo de Arturo y herir a Nacho. Nacho logra llamar a Leonel y Marco Salamanca (los primos) en busca de ayuda. Queman el auto y lo llevan al veterinario Dr. Caldera, quien logra salvar la vida de Nacho.
Víctor vende la droga que le quitó a Nacho a los Espinosa, una pandilla rival. Nacho identifica falsamente a los Espinosa ante Leonel y Marco como los que lo atacaron. Atacan el recinto de los Espinosa, matan a todos los que están adentro y recuperan la droga "robada". Nacho ve que al eliminar a los Espinosa, Gus se ha asegurado más territorio de drogas para sí mismo, pero aún no ve el alcance completo de su plan. Nacho va a la casa de su padre para recuperarse y Manuel lo acoge a pesar de estar descontento con sus vínculos con los Salamanca. Después de recuperarse, Nacho asume un papel más destacado en la organización de los Salamanca, pero también guarda una caja fuerte con dinero en efectivo y documentos de identidad canadienses falsos para él y su padre. Nacho se sorprende cuando llega Lalo Salamanca, sobrino de Héctor para ayudar a administrar el negocio y se interesa más en los detalles del día a día que Héctor.

#### Temporada 5
Gus amenaza con dañar a Manuel para obligar a Nacho a proporcionar información privilegiada sobre los Salamanca. Nacho intenta convencer a Manuel para que se aleje, pero Manuel se niega a irse. Cuando la policía descubre una de las casas de drogas de los Salamanca y arrestan a Domingo Molina, Nacho se cuela por los tejados para recuperar el alijo de drogas antes de que entre la policía, lo que impresiona a Lalo, quien comienza a confiar en Nacho. Nacho luego lleva a Jimmy a Lalo para que puedan hacer arreglos para que Domingo sea liberado antes de que hable con la policía. Jimmy asegura la liberación de Domingo y asegura su protección al convertirlo en informante confidencial del agente de la DEA Hank Schrader y hacer que revele la ubicación de los puntos muertos de Gus. Lalo está satisfecho con su trabajo, aunque Nacho le advierte a Jimmy que una vez que comienza a trabajar para narcotraficantes como los Salamanca, no hay vuelta atrás.
Nacho le informa a Gus el plan de Lalo para sus puntos muertos, Gus acepta con tristeza la pérdida de casi $1 millón de dólares para mantener en secreto la identidad de Nacho como topo dentro de la organización de los Salamanca. Sin saber que Nacho conoce a Mike, Gus le indica a Nacho que le informe todo a él. Nacho intenta advertir a Mike sobre la crueldad de Gus, pero Mike le recuerda a Nacho que le advirtió sobre el riesgo que estaba tomando cuando intentó matar a Héctor. Con la ayuda de Nacho, Mike se hace pasar por un detective privado para proporcionarle a la policía información que vincula a Lalo con el asesinato de Fred Whalen, un empleado de una tienda de transferencia de dinero. Lalo es arrestado y retenido sin derecho a fianza, pero se pone en contacto con Nacho y le ordena que siga acosando a Gus destruyendo uno de sus restaurantes, lo que Nacho informa a Mike. Mike alerta a Gus, quien trabaja con Nacho para destruir el restaurante, manteniendo nuevamente en secreto su papel como topo de Gus.
Mike le dice a Gus que Nacho quiere terminar con su papel de topo, pero Gus se niega a renunciar a un activo valioso. Después de obtener la fianza, Lalo planea regresar a México y Nacho lo lleva allí. Nacho y Lalo llegan a su hacienda fortificada en Chihuahua, que Mike informa a Gus. Gus dice que ha enviado hombres armados para matar a Lalo y que Nacho podría ayudar. Lalo le presenta a Nacho a su familia y amigos, y Nacho recibe una llamada indicándole que deje abierta la puerta trasera de Lalo a las 3 a. m. Lalo lo lleva a conocer a Eladio, quien bendice el plan de Lalo y Nacho para que Nacho dirija el negocio de las drogas en Salamanca en ausencia de Lalo. Lalo se despierta a las 3 a. m., así que Nacho prende fuego a la cocina como distracción. Cuando Lalo va a investigar, Nacho abre la puerta trasera y huye, mientras los pistoleros matan a los guardias de Lalo y a la mayor parte de su familia. Después de que Lalo mata a todos los pistoleros menos a uno y lo obliga a llamar al intermediario que organizó el asesinato para informar que Lalo está muerto, mira a su alrededor y se da cuenta de que Nacho no está.

#### Temporada 6
Nacho huye del complejo de Lalo y se refugia en un motel organizado por Gus. Llama a Tyrus, quien le dice que se esconda hasta que sea seguro moverse. Nacho luego intenta comunicarse con Mike, quien se niega a atender la llamada al estar con su nieta Kaylee. Juan le informa a Gus que el cartel ha ofrecido una recompensa por Nacho. Los hombres de Gus irrumpen en la caja fuerte de Nacho y Mike saca el dinero en efectivo y las identificaciones canadienses falsas de Nacho y Manuel, además ordenan a sus novias que se vayan de la ciudad. Víctor entrega un duplicado de la caja fuerte, en el que Mike coloca el dinero en efectivo, la identificación falsa de Nacho y un sobre. Juan encuentra el sobre, que contiene el número de teléfono del motel y los detalles de una cuenta bancaria en el extranjero. Nacho se da cuenta de que lo están vigilando, lo que significa que Gus lo ha traicionado al cartel. Los primos registran el motel pero Nacho escapa a duras penas. Mike tiene un enfrentamiento con Gus y Tyrus porque Mike quiere liderar un equipo para encontrar a Nacho, pero Gus quiere obligar a Nacho a revelarse tomando a Manuel como rehén.
Tras pasar la noche escondido en una petrolera abandonada y limpiarse en un taller, Nacho usa el teléfono del taller para llamar a Manuel por última vez. Manuel, al no estar al tanto de la situación de Nacho, simplemente piensa que finalmente está listo para ir a la policía por sus crímenes, sin saber que en realidad se está despidiendo para siempre. Nacho luego se entrega a Gus a cambio de garantías de que su padre no sufrirá daños; antes de entregarse, Mike lo golpea para que parezca que fue capturado. Gus, Tyrus y Victor entregan a Nacho a Juan, Héctor y los primos mientras Mike los observa y los apunta con su rifle. Nacho afirma falsamente que Gus no estuvo involucrado en el ataque a Lalo y revela que trató de matar a Héctor cambiando sus pastillas por placebos, pero que Gus lo salvó; por último, maldice a Héctor de acordarse de él mientras viva postrado por el resto de su vida. En lugar de pretender huir como estaba planeado para que Víctor pueda matarlo rápidamente, Nacho usa un trozo de vidrio roto para liberarse de su brida, tomar el arma de Juan y suicidarse. Los primos luego ayudan a Héctor a disparar balas al cuerpo sin vida de Nacho.
Más tarde, cuando Lalo se enfrenta a Jimmy y su pareja Kim Wexler en su apartamento, Lalo ata a Jimmy y le pregunta si estuvo involucrado en el ataque a su casa debido a sus conexiones anteriores con Nacho. Jimmy angustiado le echa la culpa por completo a Nacho, antes de ser amordazado por Lalo, quien promete volver para interrogar más. Después del asesinato de Lalo por Gus, Mike se acerca a Manuel para informarle sobre el destino de Nacho y dice que los Salamanca ya no lo atacarán y se encontrarán con la "justicia". Manuel le dice a Mike con desdén que no es diferente de cualquier otro criminal mientras va a llorar a su hijo.

### Breaking Bad

#### Temporada 2
Aunque Nacho nunca aparece en Breaking Bad, Saul lo menciona cuando Walter White y Jesse Pinkman secuestran y amenazan a Saul a punta de pistola para obligarlo a representar a Badger, quien ha sido arrestado por vender drogas. Creyendo que Walt y Jesse fueron enviados por Lalo, dice que fue Ignacio, pero se siente aliviado cuando la confusión de Walt y Jesse confirma que no tienen conexión con Lalo.

## Recepción
El personaje y la interpretación de Michael Mando han recibido elogios de la crítica. David Segal, al elogiar la actuación de Mando durante la quinta temporada para The New York Times, dijo que "el tormento [de Nacho] está todo ceñido, todo se agita detrás de sus ojos. [Mando] se las arregla para transmitir la situación desgarradora de Nacho sin levantar la voz o pedir lástima". Kenny Herzog de Vulture elogió a Nacho como "el criminal más convincente de Better Call Saul", afirmando que Mando "interpreta al personaje con una mezcla de humanidad y arrogancia que es rara entre los secuaces de la televisión".
La actuación de Mando en el episodio "Rock and Hard Place" fue muy elogiada. Alan Sepinwall de Rolling Stone elogió la narrativa sencilla del episodio y dijo que la actuación de Mando fue "fantástica en todo momento: tan cansado, tan derrotado y, sin embargo, tan insistente en terminar las cosas en algo parecido a sus propios términos si puede. Es un tour de force, particularmente la secuencia de la llamada telefónica y Nacho mirando a los Salamancas por última vez". TVLine nombró a Mando el artista de la semana del 30 de abril de 2022. Lo llamaron "un episodio bellamente conmovedor que vio a Mando alcanzar nuevas alturas dramáticas... pudimos ver las emociones brotando en los ojos de Mando a medida que el trágico destino de su personaje comenzaba a asentarse. . .. Puede que Nacho no haya vivido lo suficiente como para compartir la pantalla con Walt y Jesse de Breaking Bad pero con la actuación verdaderamente excepcional de Mando esta semana, se ha ganado con creces el derecho de compartir la pantalla con cualquiera".
Junto con otros miembros regulares del elenco, Mando fue nominado por su interpretación de Nacho en el Premio del Sindicato de Actores de la Pantalla a la Actuación Sobresaliente de un Conjunto en una Serie Dramática para 2018 y 2020.